# Архимедова лапа
Архимедова лапа е оръжие, което според разказите е използвано при защитата на Сиракуза от вражески кораби.

## Употреба
Тя представлява съоръжение, подобно на кранова стрела, на която е окачена голяма метална кука. При пускане на лапата върху вражески кораб, стрелата издига кораба над водата, като при падането си обратно той претърпява повреди и вероятност от потъване.

## Съвременни опити за използване
В наши дни са правени експерименти, за да се провери възможността за изграждане на Архимедова лапа. През 2005 г. документалната телевизионна поредица „Свръхоръжия на Древния свят“ (на английски „Superweapons of the Ancient World“) създава вариант на лапата и стига до заключението, че нейното ефективно функциониране е възможно.